# Joaquim Pijoan i Arbocer

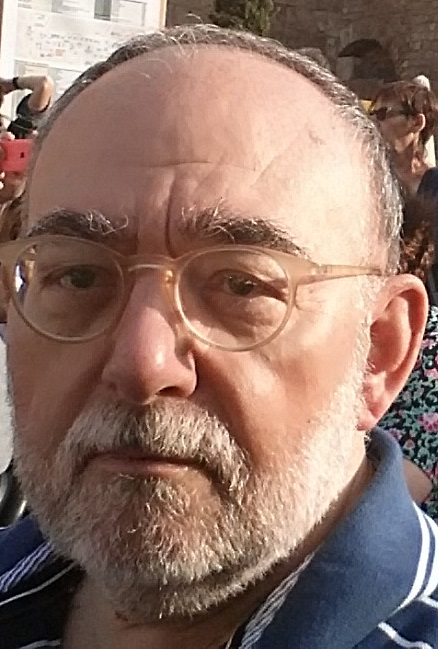
Joaquim Pijoan i Arbocer

Joaquim Pijoan i Arbocer  (* 27. März 1948 in Santa Cristina d’Aro, Baix Empordà) ist ein katalanischer Maler und Schriftsteller. Er hat Philologie und Schöne Künste studiert. Obwohl er sich selbst in erster Linie als Maler betrachtet, hat er mit seinen literarischen Werken mehr Bekanntheit errungen. Dem Direktor der Verlagsgruppe Ara Ernest Folc nach sei Pijoan einer der gediegensten, geduldigsten und konsequentesten Autoren der katalanischen Literatur.

## Werke
- Somni (1983)
- Sayonara Barcelona. (2007), Proa-Verlag.
 Die Protagonist ist vom postolympischen Barcelona enttäuscht. Zurück nach langer Abwesenheit erkennt er kaum noch seine Stadt. Der Roman ist mehr als ein einfacher Vergleich zwischen einer alten und neuen Welt. Er geht über Veränderung des Menschen und dessen Idealen, über den Überlebenskampf der vom Spanischen Überwältigten katalanischen Sprache, über die Sehnsucht nach der Schönheit einer Stadt, die gierigen Immobilien-Spekulanten zum Opfer fällt, über den Wert von Erfolg und Misserfolg[4]
- Diari del pintor JP, Tagebuch
- L'amor a Venècia (2008i)[3]

## Preise
- 1989 Premi Documenta de narrativa mit Somni
- 2006 Premi Sant Jordi de novel·la mit Sayonara Barcelona[5]